# 綾川町立綾南中学校
綾川町立綾南中学校（あやがわちょうりつ りょうなんちゅうがっこう）は、香川県綾歌郡綾川町にあった公立中学校。

## 沿革
- 1947年　昭和中学校、陶中学校、滝宮中学校、羽床中学校の4校が創立される
- 1959年　4校が統合し、綾南中学校となる
- 2022年　綾川町立綾上中学校との統合により廃校[1]

## 校区
- 旧綾南町全域

## 教育目標
- 思いやりと広い心で，ともに生きることを学ぶ
- 知性と創造性を磨き，世界に生きることを学ぶ

## 部活動

### 運動部
- 陸上部
- ソフトボール部
- テニス部
- サッカー部
- バドミントン部
- ハンドボール部
- バスケットボール部
- 卓球部
- バレーボール部
- 野球部
- 柔道部
- 剣道部

### 文化部
- 吹奏楽部
- パソコン部
- 美術部
- 合唱部

## 校区内の主な施設
- イオンモール綾川

## 主な学校行事
- 修学旅行
- 体育祭